# ルイ＝アレクサンドル・ベルティエ

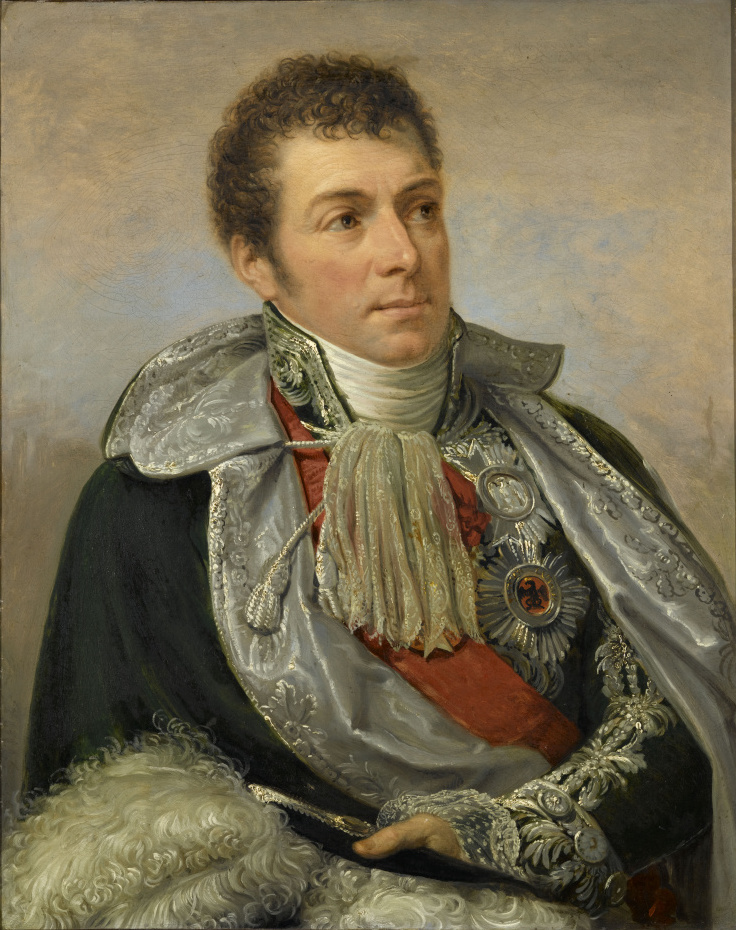
ベルティエの肖像

ルイ＝アレクサンドル・ベルティエ（Louis-Alexandre Berthier, 1753年11月20日 - 1815年6月1日）は、フランス帝国の元帥。副宮内長官。ナポレオン・ボナパルトの参謀長。ヌーシャテル大公 (Prince de Neuchâtel)、ヴァグラム大公 (Prince de Wagram)。

## 生涯

### 生い立ち
ヴェルサイユで工兵部隊 (Corps de genie) 司令官の庶子として生まれた。13歳で王立工兵学校に入校し、工兵としての知識を身に着けた後、17歳で軍に入隊した。アメリカ独立戦争ではロシャンボー伯の麾下で派遣され、功績を上げて帰国後に大佐に昇進した。
フランス革命が勃発すると、国王ルイ16世によってヴェルサイユ国民衛兵の参謀長に任命され、同時に少将に昇進した。1791年にはルイ16世の叔母の国外逃亡を手助けしている。こうした王との深い関係のため、8月10日事件後、軍務を解任された。しかし、フランス革命戦争が進行中であり、有能な士官が求められていたため、まもなく復帰した。はじめニコラ・リュクネール元帥の参謀長に任命され、その後、デュムーリエ、ケレルマンの下で働いた。

### ナポレオンの参謀長
1796年、イタリア方面軍に派遣され、ナポレオン・ボナパルトの参謀長となった。彼は正確かつ迅速に軍務をこなした。また、指揮官の命令を深く理解し、それをより良い形で各部隊に伝達し、指導する能力に長けていた。ナポレオンは彼を理想的な参謀長として高く評価した。
イタリア遠征に従事し、ロディの戦いなどで功績を上げた。1797年にカンポ・フォルミオ条約が締結されると、総裁政府に条約を承認させるためにパリに派遣された。1798年、イタリアに戻ってローマ共和国の建国を指導し、続いてエジプト遠征に従事した。1799年、ナポレオンとともにフランスに帰国。同年11月9日のブリュメールのクーデタに関与し、陸軍大臣となった。1800年、ナポレオンは再びイタリアに遠征、6月14日、マレンゴの戦いで勝利した。この戦いにおいては予備軍の指揮を任されたが、実際にはナポレオンの参謀長として立ち働いた。その後、和平条約締結の責任者となった。
ナポレオンが皇帝に即位するとただちに帝国元帥に列せられた。その後の諸戦争にも参加し、1806年にヴァランジャン大公、ヌーシャテル大公に叙せられ、1807年には帝国顕官副国民軍総司令官、元老院議員に任じられた。半島戦争および対オーストリア戦争にも従事し、ヴァグラム大公に叙せられた。1808年にはバイエルン王マクシミリアン1世の姪マリー・エリザベート・ド・バヴィエール（1784年 - 1849年）と結婚し、3人の子供をもうけた。

### ナポレオンとの決別
ロシア遠征は、ベルティエにとっても、ナポレオンにとっても転機となった。ボロジノの戦いにおける作戦会議で、両者の意見は食い違い衝突した。これ以降、ナポレオンは彼を遠ざけるようになった。それでもナポレオンに従い続け、帝国が崩壊していく中でも参謀総長としての義務を果たし続けた。
ナポレオンが退位すると、ベルティエは彼の元を辞した。その後、ルイ18世の下へ向かい、王制を支持して、パリ入城にも従った。ナポレオンがエルバ島に囚われの身となっている間、ベルティエの下に脱出計画を知らせる手紙が届き、旧主に対する忠誠と現在の立場の板ばさみとなって大いに悩んだ。エルバ島からナポレオンが脱出すると、ベルティエは窓から身を投げて自殺した。ただし、事故死という説や暗殺されたという説もある。

## 評価
個人としては勇敢な軍人であり、陣頭に立って指揮をとり、しばしば負傷もしている。ロディの戦いで軍旗を持って突撃したのは、ナポレオンではなくベルティエであるという説もあるほどである。一方、軍団指揮官としては並みの力量であり、ヴァグラムの戦いでは失敗を犯している。
しかしながら、彼の真価はその傑出した参謀能力にあった。彼はナポレオンの作戦を理解し、それを最適な形で実行に移すことのできる理想的な参謀長だった。ナポレオンはエルバ島からの脱出後、スールトを参謀総長にしたが、彼はワーテルローの戦いで失敗を犯した。グルーシー軍へ伝令を1人しか出さず、案の定その伝令は急ぎ過ぎて落馬骨折したため命令を届けることができず、主力との連携に失敗して敗北の一因を作ったのである。後年、ナポレオンは「ベルティエなら（確実に伝えるために）1ダースの伝令を出しただろう」と語っており、ここからベルティエへの深い信頼を読み取ることができる。ナポレオンにとって、ベルティエの参謀能力は必要欠くべからざるものであった。
ただ、ベルティエは非常に自分の権能に固執する人物でもあったらしく、同僚との衝突も多かった。特にダヴーとのいさかいは戦役そのものを破綻させかけている（このとき、ダヴーが立案した戦力配置を参謀長の権限をたてに台無しにし、すんでのところで駆けつけたナポレオンが再修正して事なきを得ている。この時ナポレオンはベルティエを厳しく叱責するとともに、ダヴーの措置を激賞している）。また、ネイが見出した兵学者ジョミニを自分の地位を脅かす者と捉えて冷遇し、憤ったジョミニはロシア軍に身を投じてしまっている。